# Diamètre pupillaire
Le diamètre pupillaire est la mesure de la taille de l'ouverture de la pupille de l'œil.
Sa perturbation anormale (pupille trop fermée ou au contraire trop ouverte) signe certaines pathologies ou la prise de certaines drogues ou médicaments.
Le test au froid peut modifier le diamètre pupillaire (d'une manière légèrement différentes selon que la personne est un homme ou une femme).